# Ahmed Masbahi
Ahmed Masbahi (ur. 17 stycznia 1966) – były marokański piłkarz grający na pozycji obrońcy.

## Kariera klubowa
W czasie kariery piłkarskiej Ahmed Masbahi występował w klubie Kawkab Marrakech.

## Kariera reprezentacyjna
W reprezentacji Maroka Ahmed Masbahi grał w latach osiemdziesiątych i dziewięćdziesiątych. 
W 1989 roku uczestniczył w eliminacjach Mistrzostw Świata 1990.
W 1992 i 1993 roku uczestniczył w zakończonych sukcesem eliminacjach Mistrzostw Świata 1994.
Na Mundialu w USA był rezerwowym i nie wystąpił w żadnym spotkaniu.